# San Francisco (1699)
El San Francisco fue un galeón español que terminó de construirse en 1695 en el astillero de Colindres, para incorporarse a la Armada del Mar Océano en 1699. Según el inventario realizado en el puerto de Santoña antes de zarpar hacia Cádiz, el 9 de septiembre de 1699, tenía arqueo de 1200 Tm y 357 plazas mar y tierra. Su constructor fue Antonio de Amas.
Junto con el Santísima Trinidad, Almiranta Real de la Armada del Mar Océano y el galeón más grande construido en Colindres, el San Francisco formaría parte de la escuadra que partiría de Cádiz para Cartagena de Indias en 1700.